# Sayed Mahmood Jalal
Sayed Mahmood Jalal (Baréin; 5 de noviembre de 1980) es un exfutbolista de Baréin que jugaba en la posición de centrocampista. Actualmente es entrenador asistente del Al-Najma de la Liga Premier de Baréin.

## Carrera

### Club
| Periodo   | Club           |
| --------- | -------------- |
| 2000–2003 | Al-Shabab Club |
| 2003–2004 | Muharraq Club  |
| 2005      | Al-Kharitiyath |
| 2005–2006 | Al-Sailiya SC  |
| 2006–2007 | Qatar SC       |
| 2007–2009 | Al-Salmiya SC  |
| 2009–2015 | Muharraq Club  |
| 2015–2016 | Al-Ahli Manama |

### Selección nacional
Jugó para Baréin en 98 ocasiones de 2000 a 2010 y anotó cinco goles; participó en dos ediciones de la Copa Asiática y en los Juegos Asiáticos de 2002.

## Logros
- Liga Premier de Baréin (3): 2003-04, 2010-11, 2014-15
- Copa del Rey de Baréin (4): 2009, 2011, 2012, 2013
- Copa FA de Baréin (1): 2009
- Copa Príncipe de la Corona de Baréin (1): 2009
- Supercopa de Baréin (1): 2013
- Copa de Clubes Campeones del Golfo (1): 2012

## Estadísticas

### Goles con selección nacional
| # | Fecha      | Sede                   | Rival                  | Resultado | Torneo                                   |
| - | ---------- | ---------------------- | ---------------------- | --------- | ---------------------------------------- |
| 1 | 12-10-2003 | Kuala Lumpur, Malasia  | Malasia                | 2-2       | Clasificación para la Copa Asiática 2004 |
| 2 | 20-10-2003 | Manama, Baréin         | Birmania               | 4-0       | Clasificación para la Copa Asiática 2004 |
| 3 | 20-12-2004 | Doha, Catar            | Omán                   | 2-3       | Copa de Naciones del Golfo de 2004       |
| 4 | 27-6-2007  | Petaling Jaya, Malasia | Emiratos Árabes Unidos | 2-2       | Amistoso                                 |
| 5 | 10-7-2007  | Yakarta, Indonesia     | Indonesia              | 1-2       | Copa Asiática 2007                       |